# Nisto Lake
Nisto Lake är en sjö i Kanada.   Den ligger i provinsen Manitoba, i den centrala delen av landet, 2 100 km nordväst om huvudstaden Ottawa. Nisto Lake ligger 306 meter över havet. Arean är 1,3 kvadratkilometer. Den sträcker sig 1,2 kilometer i nord-sydlig riktning, och 2,1 kilometer i öst-västlig riktning.
I omgivningarna runt Nisto Lake växer i huvudsak barrskog. Trakten runt Nisto Lake är nära nog obefolkad, med mindre än två invånare per kvadratkilometer.